# کلود روئر
کلود روئر (فرانسوی: Claude Rouer‎؛ زادهٔ ۲۵ اکتبر ۱۹۲۹) دوچرخه‌سوار اهل فرانسه است.
وی در مسابقات کشوری و بین‌المللی در مجموع برندهٔ ۱ مدال برنز شده‌است.